# 12 mm Lefaucheux
O 12 mm Lefaucheux é um cartucho de fogo central metálico. Foi criado originalmente como um cartucho com espiga sem aro utilizando pólvora negra empregado pela marinha francesa no revólver Lefaucheux M1858. Posteriormente adaptado para fogo central pelo Exército francês em 1873 para uso no revólver MAS 1873

## Visão geral
Originalmente, o  12 mm, era um cartucho Lefaucheux clássico, com espiga lateral desde sua introdução em 1858 até 1873, quando foi adaptado e passou a ser um cartucho de fogo central com aro para uso no Revólver MAS 1873|revólver Mas 1873-1874]] que estava a serviço do Exército francês.

## Características

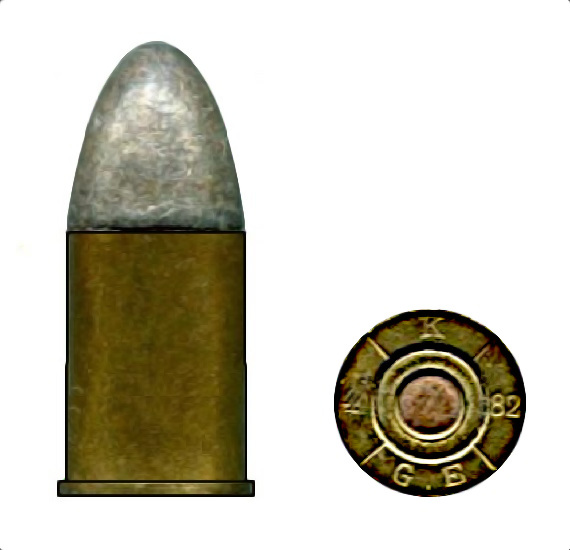
O 12mm Lefaucheux.

Essas são as características do cartucho 12 mm Lefaucheux:
- Estojo de latão
- Calibre: 12mm
- Munição: 12 X 17
- Diâmetro do Projétil: 11,30 - 11,40 mm (.444" - .448")
- Diâmetro do pescoço: 11,80 - 11,85 mm (.464" - .466)
- Diâmetro da base: 11,90 - 11,92 mm (.468" - .469")
- Diâmetro do aro: 12,64 - 12,66 mm (.497" - .498")
- Espessura do aro: 0,9 - 1,0 mm (.035" - .039")
- Comprimento do estojo: 19,90 - 20,00 mm (.783" - .787")
- Comprimento total: 30,77 - 30,80 mm (1.211" - 1.212")
- Espoleta GAUPILLAT patenteada
- Peso total: 18,34 gramas
- Peso do projétil (chumbo): 12,80 gramas
- Peso do cartucho: 4,74 gramas
- Carga de pólvora negra: 0,80 g

Essas são as marcações ("headstamp") mais frequentemente encontradas:
- 1 / E / 82 / G. E
- 4 / F / 82 / G. E
- 1 / G / 82 / G. E
- 4 / G / 82 / G. E
- 4 / H / 82 / G. E
- 4 / K / 82 / G. E

Nessas marcações, as iniciais "G. E" referem-se ao fabricante "Ernest Gaupillat", e as demais letra e dígitos, relativos ao lote (provavelmente local e data).

## Dimensões

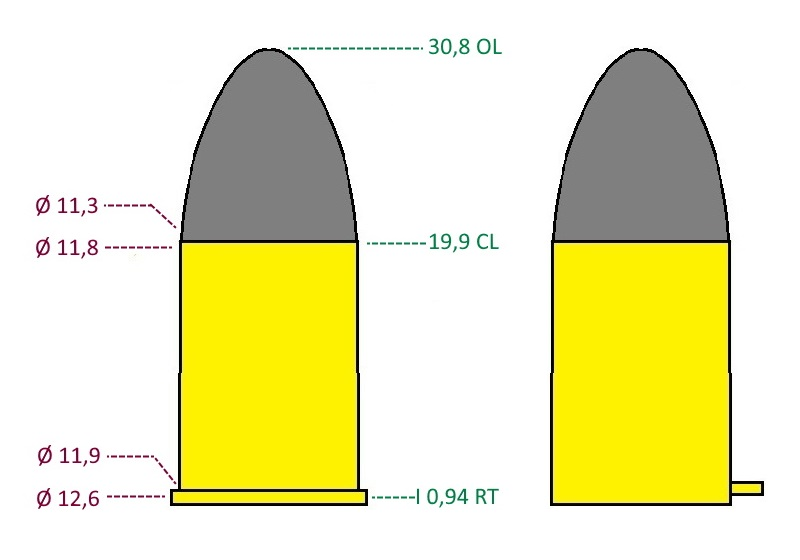